# محمد هادي الخراساني
محمّد الهادي الحسيني الخراساني الحائري، من علماء الشيعة في العراق. ولد ب كربلاء المقدّسة ليلة الجمعة 1 / ذي الحجة / 1297 هـ، وتوفي في 12 / ربيع 1 / 1378 هـ في كربلاء المقدّسة، ودفن في الصحن الحسينيّ بمقبرة الميرزا موسى الوزير (وسط الطرف الشمالي) حيث استحدث أخيراً سمّي باب السلام. وهو جدّ السيد محمد تقي الجلالي ووالد زوجة السيد محسن الحسيني الجلالي.

## النشاة العلمية
تعلّم في كربلاء العلوم الأولية، ثمّ انتقل إلى مشهد الإمام الرضا () وختم القرآن ولمّا يبلغ العاشرة من عمره، وأخذ علوم المنطق والنحو والصرف والبلاغة والفلسفة، ودرس سطوح الأصول والفقه على يد والده آية الله السيّد علي البَجستاني وعلى الاعلام من أساتذتها.
ثمّ رجع إلى العراق سنة 1315 هـ ونزل النجف، وحضر على أساطين العلم، ومنهم الآخوند الخراساني والسيد كاظم اليزدي وشيخ الشريعة الأصفهاني، ثمّ انتقل إلى سامراء سنة 1320 هـ فحضر على سماحة الإمام الشيرازي، وقد أُجيز من علماء الفريقين، ثم رحل من سامراء إلى كربلاء ]بصحبة أستاذه الشيخ الشيرازي في 1336 هـ، وكان معتمده ومرافقه، وأرجع إليه في الاحتياطات، وقد شاركه في جهاده ثورة العشرين) واستقلّ بعده بالتدريس والإمامة.

## آثاره العلمية
خلّف السيّد الخراسانيّ ثروةً كبيرةً من المؤلّفات بلغ عددها 143 كتاباً ورسالةً، طبع منها (17). قام حفيده محمد تقي الجلالي بتحقيق بعضها، وقد أعدّ كتاب بمناسبة مرور نصف قرن على وفاته عام 1418هـ بعنوان «سيرة آية الله الخراساني» استوعبت ترجمته؛ منها:
1. الألفين في دين المصطفى: منظومة استدلالية في أصول الدين تحتوي على ألفي بيت من الشعر في أصول الدين والحكمة الإلهية، طبع في مطبعة (باكت جي) بطهران في (148) صفحة، وقد طبع بسعي من أهالي مدينة (بجستان) الإيرانية وبإشراف بعض تلامذة السيد المؤلف.
2. أصول الشيعة وفروع الشريعة. وهي رسالة عملية في أصول الدين وفروعه من عبادات ومعاملات فرغ من تأليفها في 6 شوال 1341هـ وطبعت في بغداد.
3. الباقيات الصالحات. رسالة عملية طبعة للمرة الثانية في بغداد.
4. دعوة الحق إلى أئمة الخلق. (في الرد على الوهابية). جزءان طبع الجزء الأول ببغداد – مطبعة النجاح – والجزء الثاني لا يزال مخطوطاً.
5. السبع المثاني. وهو جزء من ديوان كبير يحتوي على أشعاره باللغة الفارسية طبع في المطبعة الرضوية في النجف.
6. المسائل النفيسة، مجموعة من أجوبة مسائل مختلفة في العقيدة والأحكام الشرعية قام بنشرها جماعة من أهل بغداد. طبع في مطبعة النجاح ببغداد.
7. المعجزة والإسلام، ويحتوي إلى ثلاثة أقسام (أصول الدين) و (فروع الدين، العبادات) و (فروع الدين، المعاملات). طبع القسم الأول في النجف الاشرف.
8. معجزات وكرامات، وهو باللغة الفارسية وهو جزء من كتابه الضخم المسمى (دعوة دار السلام).
9. المغرفة في المعرفة، في الحكمة الإلهية، طبع في النجف – مطبعة النعمان -.
10. القول السديد بشأن الحر الشهيد، وهو حديث عن سيرة الحر () ونصرته للإمام الحسين (ع) طبع في مطبعة النعمان – النجف الاشرف -.

- المصنفات المخطوطة في علم الكلام:

1. أصول الآيات وآيات الأصول: في الأصول الخمسة من الآيات القرآنية.
2. انتقاد الاعتقاد في المبدأ والمعاد، شرح جميل في أدلة وجوب الواجب تعالى.
3. اللمعات، في الحكمة الإلهية.
4. عين العنان، حاشية على رسالة التوحيد لمؤلفات بعض كبار العلماء.
5. أعلام الإسلام في أصول الدين، رسالة استدلالية.
6. القرعة، شرح لآيات اللعن لمن يستحق اللعن وهو باللغة الفارسية ألفه في سامراء أيام المحنة.
7. بر الآباء في أنجيل برنابا، وهو شرح للإنجيل.
8. الجزء الثاني من (دعوة الحق): في الرد على الفرقة الوهابية.
9. مغلاة الغلاة: في الرد على المدرسة الشيخية.
10. أحسن الجدل مع ابن حنبل، مستخرج من مجلدات مسند أحمد بن حنبل مفصلة ومبوبة بتحقيق وتعليق، ألفه وفاءً لنذره بعد الإفراج عنه من سجن بغداد.
11. نخبة اللوامع، رد على كتاب (لوامع الأنوار البهية وسواطع الأسرار الأثرية) لشمس الدين السعاريني الحنبلي وهو كتاب في أصول الكلام على الطريقة الحنبلية.
12. نور العلم في بعد العامة: هو رد على كتاب (العلم) للحافظ ابن عبد البر.
13. البوارق الفارقة على مفارق المارقة: رداً على كتاب (الصواعق المحرقة) لابن حجر العسقلاني.

- مؤلفاته في الشعر وعلوم الأدب

1. جوامع الكلم: منظومة تحتوي على ألف بيت في علم النحو
2. حاشية على كتاب شرح الرضي: وهو كتاب في علم النحو.
3. حاشية على كتاب شرح الجامي لكافية ابن حاجب: وهو كتاب في علم النحو.

- مؤلفاته في علم الرجال والدراية والإجازات

1. مرقاة الثقات في تمييز المشتركات: وهو كتاب ألفه في سامراء في علم الرجال وفيه إجازته من استاذه المرجع شيخ الشريعة الاصفهاني.
2. طبقات الرجال الثقات: وهو كتاب في علم رواة الرجال عن الائمة (ع).
3. الوجيرة في اسناد الحرز اليماني.
4. العليين: ويحتوي على جمع من الاجازات التي منحت له من العلماء الأعلام.

- مؤلفاته الفقه
- المسائل الفقهية: مسائل متفرقة في الأبواب الفقهية مجموعة بنحو سؤال وجواب وبإسلوب استدلالي باللغة العربية والفارسية.
- الفروع الفقهية وأجوبة المسائل: دورة فقهية استدلالية بمعظمها.
- لمحة النور في اختصاص الجمعة بالحضور: وهو كتاب حول صلاة الجمعة.
- إزاحة الارتياب في حرمة ذباحة أهل الكتاب: وهو كتاب فقهي ألفه في سامراء.
- تحديد الكر بالوزن والمساحة.
- رفع النقاب عن حرمة كشف الحجاب.
- إيجاب الاجتناب عن مساورة أهل الكتاب: رسالة فقهية صغيرة في نجاسة الكتابيين.
- مخالفة السنة للكتاب والسنة: وهو رد على كتاب الموطئ.
- أسنّة السنّة السنّية: يقع في سبع مجلدات ضخمة وبين فيها الفروع الفقهية على مذهب الإمامية من أخبار العامة.
- مباحث في مكاسب الشيخ الأنصاري.
- شرح تقرير السيد محمد صادق الطباطبائي: لبحث الطهارة للشيخ الآخوند الخراساني.

- مؤلفاته في العلوم المختلفة

1. درر الفوائد: حاشية على غرر الفوائد (منظومة السبزواري) في الحكمة.
2. حاشية على كتاب الشوارق في الحكمة.
3. رسالة في شرح بعض خطب نهج البلاغة.
4. الحجة البالغة: حاشية على تفسير القمي، تأييداً له بطرق العامة.
5. المجالس: تشتمل على تفسير بعض الآيات الكريمة ومصائب أهل البيت (ع).
6. سر الشهادتين: في شهادة الحسين (ع).
7. الأربعين في الأربعين من الأنبياء والمرسلين: ألفه وهو ابن الأربعين.
8. الجنة السابغة والجنة السابعة: في الأدعية المأثورة.
9. (داد وداغ بغداد): وهو كتاب بالفارسية ويعني (التظلّم والحرقة في بغداد) ذكر فيه قصة اعتقاله مع جمع الأعلام من قبل السلطات العثمانية الغاشمة سنة 1330هـ حوالي عام 1910م.
10. النور العاقب في تحرير رسالة (الشهاب الثاقب): وهو في الرد على الصوفية.

- الرسائل

وهي مجموعة رسائل مسترجة من كتب العامة منها:
1. جزء من كتاب سبائك الذهب.
2. جزء من كتاب تاريخ الطبري.
3. أجزاء من الخصائص الكبرى للسيوطي.
4. أجزاء من سنن ابن ماجه.
5. أجزاء من سنن النسائي.
6. أجزاء من كتاب مختلف الحديث لابن قتيبة.
7. أجزاء من كتاب غرر الخصائص للوطواط.

- في التحقيق

1. تفسير محيي الدين ابن العربي.
2. تفسير البيضاوي.
3. مسند أبي داوود السجستاني.
4. تيسير القارئ في شرح صحيح البخاري.
5. شرح شيخ الإسلام لصحيح البخاري.
6. التهذيب في المنطق: على شرح التهذيب.